# Münsterland Giro 2017
Il Münsterland Giro 2017 (ufficialmente Sparkassen Münsterland Giro per motivi di sponsorizzazione), dodicesima edizione della corsa, valevole come evento dell'UCI Europe Tour 2017 categoria 1.HC, si svolse il 3 ottobre 2017 su un percorso di 198,7 km, con partenza da Wadersloh e arrivo a Münster, in Germania. La vittoria fu appannaggio dell'irlandese Sam Bennett, che giunse al traguardo in 4h 35' 26" alla media di 43,285 km/h precedendo i tedeschi Phil Bauhaus e André Greipel.
Al traguardo di Münster 135 ciclisti, dei 166 partiti da Wadersloh, portarono a termine la competizione.

## Squadre e corridori partecipanti
| N.      | Cod. | Squadra                     |
| ------- | ---- | --------------------------- |
| 1-8     | SUN  | Team Sunweb                 |
| 11-18   | BOH  | Bora-Hansgrohe              |
| 21-28   | KAT  | Team Katusha-Alpecin        |
| 31-38   | DDD  | Team Dimension Data         |
| 41-48   | LTS  | Lotto-Soudal                |
| 51-58   | QST  | Quick-Step Floors           |
| 61-68   | TLJ  | Team Lotto NL-Jumbo         |
| 71-78   | CCC  | CCC Sprandi Polkowice       |
| 81-88   | GAZ  | Gazprom-RusVelo             |
| 91-98   | WGG  | Wanty-Groupe Gobert         |
| 101-108 | RNL  | Roompot-Nederlandse Loterij |

| N.      | Cod. | Squadra                      |
| ------- | ---- | ---------------------------- |
| 111-118 | SVB  | Sport Vlaanderen-Baloise     |
| 121-128 | TNN  | Team Novo Nordisk            |
| 131-138 | WVA  | WB-Veranclassic-Aqua Protect |
| 141-148 | LKT  | LKT Team Brandenburg         |
| 151-158 | RNR  | rad-net Rose Team            |
| 161-167 | TDA  | Team Dauner D&DQ-Akkon       |
| 171-178 | LKH  | Team Lotto-Kern Haus         |
| 181-188 | SVL  | Team Sauerland               |
| 191-198 | CYC  | 0711/Cycling                 |
| 201-208 | THF  | Team Heizomat                |
| 211-218 | BAI  | Bike Aid                     |

## Ordine d'arrivo (Top 10)
| Pos. | Corridore          | Squadra    | Tempo    |
| ---- | ------------------ | ---------- | -------- |
| 1    | Sam Bennett        | Bora       | 4h35'26" |
| 2    | Phil Bauhaus       | Sunweb     | s.t.     |
| 3    | André Greipel      | Lotto      | s.t.     |
| 4    | Marcel Kittel      | Quick-Step | s.t.     |
| 5    | Dylan Groenewegen  | Lotto NL   | s.t.     |
| 6    | Matteo Pelucchi    | Bora       | s.t.     |
| 7    | Alexander Kristoff | Katusha    | s.t.     |
| 8    | Roy Jans           | WB-Veran.  | s.t.     |
| 9    | André Looij        | Roompot    | s.t.     |
| 10   | Nicola Toffali     | 0711       | s.t.     |